# Lupta de la Măgheruș (1916)
Lupta de la Măgheruș a fost o acțiune militară de nivel tactic, desfășurată pe Frontul Român, în timpul campaniei din anul 1916 a participării României la Primul Război Mondial. Ea s-a desfășurat în perioada 27 septembrie /10 octombrie 1916 - 30 septembrie/13 octombrie 1916 și a avut ca rezultat întârzierea înaintării forțelor Puterilor Centrale pentru a permite intrarea în dispozitiv de luptă a Diviziei 15 Infanterie, în ea fiind angajate forțe române din Divizia 2 Cavalerie română și forțe ale Puterilor Centrale din Divizia 3 Cavalerie germană. A făcut parte din acțiunile militare care au avut loc în prima bătălie de la Oituz.:p. 404

## Comandanți

### Comandanți români
- General Grigore Basarabescu

### Comandanți ai Puterilor Centrale
- General Georg Thumb von Neuburg